# 로빈 훗의 모험
《로빈 훗의 모험》(The Adventures Of Robin Hood)은 미국에서 제작된 윌리엄 케일리 감독의 1938년 액션, 모험, 멜로/로맨스 영화이다. 에롤 플린 등이 주연으로 출연하였고 할 B. 월리스 등이 제작에 참여하였다.
1995년 이 영화는 미국 의회도서관에 의해 문화적으로, 역사적으로, 미적으로 중요성을 인정받아 미국 국립영화등기부에 선정, 보존되었다.

## 출연

### 주연
- 에롤 플린
- 올리비아 드 하빌랜드

### 조연
- 배질 라스본
- 클로드 레인스
- 패트릭 노울즈
- 유진 팔렛
- 앨런 헤일
- 멜빌 쿠퍼
- 이안 헌터
- 우나 오코너
- 허버트 문딘
- 몬타구 러브
- 레너드 윌리
- 로버트 노블
- 케네스 헌터
- 로버트 워윅
- 콜린 케니
- 레스터 매튜스
- 해리 코딩
- 하워드 힐
- 이반 F. 심슨

## 기타
- 협력프로듀서: 헨리 블렁크
- 미술: 칼 줄리스 웨일
- 의상: 밀로 앤더슨